# Катаєво
Ката́єво (рос. Катаево) — село у складі Петровськ-Забайкальського району Забайкальського краю, Росія. Адміністративний центр Катаєвського сільського поселення.

## Населення
Населення — 657 осіб (2010; 711 у 2002).
Національний склад (станом на 2002 рік):
- росіяни — 100 %